# Kangnam
Yasuo Namekawa, más conocido como Kangnam, es un cantante coreano-japonés.

## Biografía
Es hijo de madre coreana y padre japonés, es hijo único.
Asistió al "Hawaiian Mission Academy" en Honolulu por un período antes de transferir a otra escuela para terminar la escuela secundaria, posteriormente regresó a Japón para terminar sus estudios. Posteriormente asistió brevemente al "Temple University" en Filadelfia, Pensilvania, Estados Unidos, donde se estaba especializando en comunicaciones, sin embargo dejó la escuela para convertirse en músico.
Es amigo de las cantantes Lizzy y Jessi.
El 14 de julio de 2017 se anunció que estaba saliendo con la cantante Uee, sin embargo el 1 de agosto del mismo año se anunció que la relación había terminado luego de tres meses juntos.
En marzo del 2019 se reveló que estaba en una relación con la patinadora de velocidad sobre hielo surcoreana Lee Sang-hwa, el 28 de agosto del mismo año se anunció que la pareja estaba comprometida y se casaría el 12 de octubre del mismo año en un hotel en Seúl.

## Carrera
Desde 2017 es miembro de la agencia "RD Entertainment". Previamente formó parte de la agencia "Jungle Entertainment".

### Música
En marzo del 2008 Kangnam debutó bajo el nombre artístico de Ya-Cha, como un nuevo miembro de la banda japonesa Kick Chop Busters (KCB) donde fue el vocalista principal, también componía y arreglaba sus propias canciones, sin embargo en el 2010 abandonó el grupo.
Realizó su debut discográfico en Corea del Sur con el single "Say My Name" el 17 de octubre del 2011 antes de realizar su debut como miembro de M.I.B.
El 25 de octubre del 2011 debutó como un miembro del grupo de hip-hop M.I.B junto a 5Zic, Young Cream (Kim Seo-An) y Sims (Sim Jong-su). En el grupo fue el vocalista y el miembro más grande. El 4 de enero del 2017 se anunció que el grupo se había disuelto.
En el 2013 realizó la parte de la guitarra en la canción "Hello Goodbye" del 3er. mini álbum de M.I.B "Money In The Building" con Yoon Mi-rae y Tiger JK.
El 26 de diciembre del 2014 lanzó su segunda canción What Do I Do, la cual consiguió los primeros puestos en los portales de música en línea Coreanos y el no.1 en Daum.
En febrero del 2015 fue nombrado embajador honorario del cuarto festival y convención de música KCON por primera vez en Japón.
El 25 de mayo del 2016 lanzó su álbum debut en solitario japonés "Ready to Fly" bajo CJ Victor Entertainment.

### Televisión
Ha aparecido en sesiones fotográficas para InStyle.
En el 2014 Kangnam fue nombrado embajador Honorario para promocionar la película The Penguins of Madagascar en Corea.
Ese mismo año apareció por primera vez como invitado en el popular programa de variedades Running Man donde formó equipo con Gary durante el episodio 220. El 3 de mayo del 2015 volvió al programa ahora formando equipo con Kim Jong-kook durante el episodio 248.
En el 2015 se unió al programa Off to School (también conocida como "I'm Going to School") junto a Nam Joo-hyuk.
En el 2016 apareció como miembro del panel de detectives durante la tercera temporada del programa de canto I Can See Your Voice, un año después en el 2017 participó nuevamente como miembro del panel durante los episodios 15 y 16 de la cuarta temporada.
Ese mismo año realizó una aparición especial en la serie I Can Hear Your Voice donde dio vida al ladrón de la maleta de Park Soo-ha (Lee Jong-suk).
En el 2018 se unió como miembro recurrente del programa de variedades Busted! donde interpreta el papel de un empleado de tiempo parcial.

## Filmografía

### Programas de variedades
| Año              | Programa                                   | Notas |
| ---------------- | ------------------------------------------ | --- |
| 2020             | Law of the Jungle – Tribe Chief and Granny | miembro - (ep. #427-429)                                                                                   |
| 2020             | Running Man                                | miembro - (ep. #522)                                                                                       |
| 2015 - 2018      | Law of the Jungle                          | miembro - (ep. #163-165, 212-216, 229-233, 241-246, 252-255, 261-278, 288-301, 320-324, 330-339)           |
| 2018             | Busted!                                    | 3 episodios - (ep. #1, 4, 6)                                                                               |
| 2015, 2018       | King of Mask Singer                        | concursó como "Musical Prodigy Conductor Mozart" - (ep. #37) concursó como "Dragon Fruit" - (ep. #159-160) |
| 2017             | The Return of Superman                     | (ep. #198: "A Day Like No Other") - junto a Jun Jin                                                        |
| 2017             | Battle Trip                                | 3 episodios (ep. #65-67) - invitado - junto a Lee Tae-gon                                                  |
| 2017             | Lipstick Prince                            | (ep. #2.6) - miembro invitado                                                                              |
| 2017             | Thinking About My Bias (Oppa Thinking)     | (ep. #1-3) - miembro                                                                                       |
| 2017             | Elementary School Student/Teacher          | miembro |
| 2017             | Finding Family                             | invitado                                                                                                   |
| 2017             | Housewife Daughters                        | invitado                                                                                                   |
| 2017             | Order&Cook                                 | invitado                                                                                                   |
| 2017             | Romance of Akita                           | junto a Kisum y Sung Hyuk                                                                                  |
| 2016, 2017       | I Can See Your Voice                       | 3 episodios - (ep. #12; 15-16)                                                                             |
| 2013, 2015, 2017 | Hello Counselor                            | (ep. #137, 216, 310, 344) - invitado                                                                       |
| 2016             | Cool Kiz on the Block                      | 19 episodios (ep. #146-149, 151-163, 166-167) - miembro                                                    |
| 2016             | Secretly Greatly                           | |
| 2012, 2015, 2016 | Happy Together                             | (ep. #257, 384, 409, 457) - invitado                                                                       |
| 2015             | Non-Summit                                 | invitado - (ep. #32)                                                                                       |
| 2015             | Unpretty Rap Star                          | invitado - (ep. #3)                                                                                        |
| 2015             | Invisible Man                              | invitado                                                                                                   |
| 2015             | Star Golden Bell New Year Special          | |
| 2015             | Music On TV                                | |
| 2014 - 2015      | I Live Alone                               | miembro - (ep. #73-137)                                                                                    |
| 2014 - 2015      | Off to School                              | (ep. #10-68) - miembro                                                                                     |
| 2014, 2015       | Running Man                                | invitado - (ep. #220, 248)                                                                                 |
| 2014             | Animals                                    | 10 episodios - miembro                                                                                     |
| 2014             | Hello! Stranger                            | (ep. #1-13) - miembro                                                                                      |
| 2014             | Inside Story Salon                         | miembro |
| 2014             | Radio Star                                 | |
| 2014             | Same Zodiac Tutor                          | |
| 2014             | TROT X                                     | |
| 2013             | Let's Go! Dream Team                       | (ep.#192-193, 203)                                                                                         |
| 2012             | W. Military Academy                        | miembro |

### Presentador

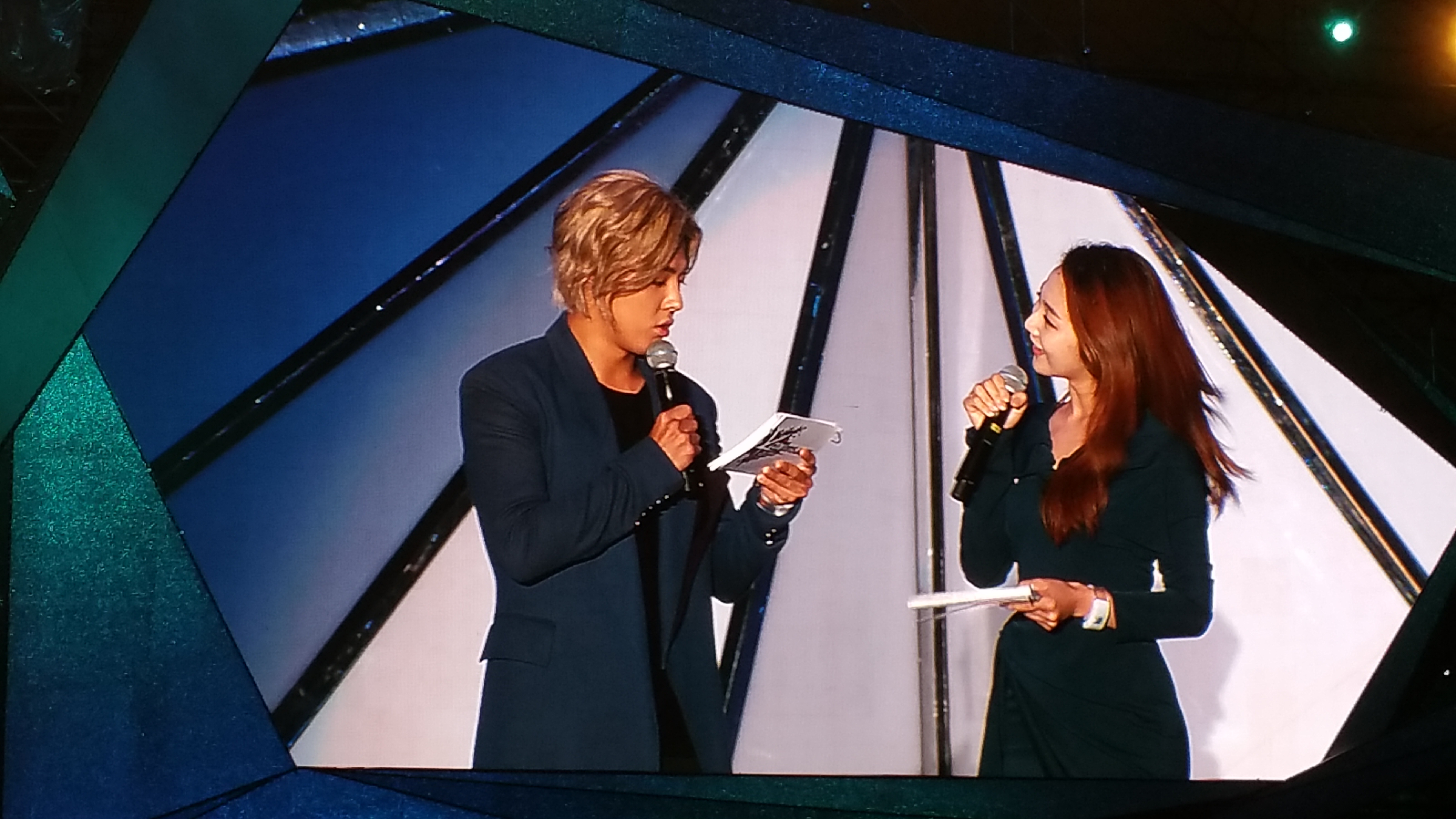
Kangnam presentando el KCON Jeju en el 2015.

| Año             | Programa                     | Notas                                                  |
| --------------- | ---------------------------- | ------------------------------------------------------ |
| 2018 - presente | Lord of the Chicken          | co-presentador - junto a Kwon Hyuk-soo                 |
| 2017            | Radio Star                   | presentador especial                                   |
| 2017            | We're Also National Athletes | co-presentador - junto a Sunny, Hyoyeon y Jinwoon      |
| 2017            | Kangnam Style                | [ 31 ]                                                 |
| 2015            | Invisible Man                | miembro                                                |
| 2015            | KCON Jeju                    |                                                        |
| 2014            | SBS Gayo Daejun - Lucky Boys | junto a Jung Yong-hwa, Nichkhun, L, Song Min-ho y Baro |
| 2012            | Jjang! TV Japan              |                                                        |

### Series de televisión
| Año  | Título                | Personaje                 | Notas      |
| ---- | --------------------- | ------------------------- | ---------- |
| 2017 | Mojito                | Ssong-ssong               |            |
| 2015 | One And Only You      | -                         |            |
| 2014 | Pinocchio             | Estudiante de Song Cha-ok | ep. #20    |
| 2013 | Struck by Lightning   | -                         | ep. #6     |
| 2013 | I Can Hear Your Voice | Ladrón                    | ep. #16-17 |
| 2012 | 21st-Century Family   | Estudiante Japonés        | [ 36 ]     |

### Anuncios
| Año  | Título                      | Notas                         |
| ---- | --------------------------- | ----------------------------- |
| 2015 | LF 헤지스 백팩              | junto a Lee Kyu-han           |
| 2014 | Soulmaster                  | (videojuego en línea)         |
| 2014 | ABC Mart                    | modelo - junto a Nam Joo-hyuk |
| 2012 | EPSON Stylus photo TX820FWD | [ 38 ]                        |

### Programas de radio
| Año  | Título                                 | Notas                                                     |
| ---- | -------------------------------------- | --------------------------------------------------------- |
| 2015 | Super Junior's Kiss The Radio 'Sukira' | segmento: 'Language and the City' - (profesor de japonés) |
| 2014 | Star Junior Show                       |                                                           |
| 2014 | Jang Kiha’s Great Radio                |                                                           |

### Apariciones en videos musicales
| Año  | Artista           | Canción         | Notas |
| ---- | ----------------- | --------------- | ----- |
| 2016 | 4TEN              | Why             |       |
| 2015 | Jessi             | I Want To Be Me |       |
| 2011 | Cream (de M.I.B.) | Do U Like Me    |       |
| 2011 | SIMS (de M.I.B.)  | Hands Up        |       |

## Discografía

### Singles
| Año  | Canción   | Título             | Notas |
| ---- | --------- | ------------------ | ----- |
| 2015 | Delicious | OST de Let's Eat 2 |       |

### Digital single
| 2011                                                                           | "Say My Name"  | — |  |
| 2014                                                                           | "What Do I Do" | — |  |
| 2015                                                                           | "Chocolate"    | — |  |
| "—" denota lanzamientos que no aparecieron o que no se lanzaron en esa región. |                |   |  |

### Colaboraciones
| Año  | Título                  | Posiciones máximas del gráfico | Ventas          | Álbum            | Notas                        |
| Año  | Título                  | KOR                            | Ventas          | Álbum            | Notas                        |
| Año  | Título                  | Gaon                           | Ventas          | Álbum            | Notas                        |
| ---- | ----------------------- | ------------------------------ | --------------- | ---------------- | ---------------------------- |
| 2017 | "Welcome To The Jungle" |                                |                 |                  | con Microdot t Kim Byung-man |
| 2015 | "My Type"               | 2                              | - KOR: 778,193+ | Unpretty Rapstar | junto a Cheetah y Jessie     |
| -    | "Style Diet"            |                                |                 |                  | con Cheetah                  |
| -    | "Bye U"                 |                                |                 |                  | con Outsider                 |

## Premios y nominaciones
| Año  | Categoría                             | Premio                       | Programa                     | Resultado |
| ---- | ------------------------------------- | ---------------------------- | ---------------------------- | --------- |
| 2019 | SNS Star Award (junto a Lee Sang-hwa) | 2019 SBS Entertainment Award | Same Bed, Different Dreams 2 | Ganaron   |
| 2016 | Rookie Award, Male                    | SBS Entertainment Award      | Law of the Jungle            | Ganó      |
| 2014 | New Star of the Year                  | MBC Entertainment Award      | I Live Alone                 | Ganó      |